# Стёршееся письмо
«Стёршееся письмо» — кинофильм 1920 года. Режиссёры — Майер, Й. Ровенский, Д. Желенский.

## Сюжет
Скульптор и коллекционер старинных гравюр Салда получает средневековый манускрипт, в котором находится информация о спрятанных сокровищах. Ему не хватает второй части рукописи, которая принадлежит музею. Свою тайну он доверяет манекенщице Ольге. Сальдо планирует новое дело. Безработный скульптор Рандо хочет найти работу. Первым делом ему надо найти модель, тощую блондинку. Рандо выполняет свою миссию, чтобы принести студии Сальды цветы Шанталь. Салда пытается завоевать её благосклонность всеми средствами, даже с помощью гипноза. Влюбившись в Шанталь, Рандо хочет увезти девушку с собой, но Салда злоупотребляет своими чувствами и ставит условие: Рандо должен украсть из музея вторую часть рукописи. Гримана, которому Ольга сообщила о намерениях Сальды, также хочет выкрасть рукопись. Полиция убивает Гриману. Судьбы Сальды предопределена — он умирает от падения статуи.

## Интересные факты
- Фильм послужил основой для некоторых криминальных чешских фильмов, таких как «Пришедший из тьмы» (1921) или «Отравленный свет» (1921)[3].